# Spice (Spice Girls)
Spice è il primo album in studio del gruppo musicale britannico Spice Girls, pubblicato il 4 novembre 1996 in Europa e il 4 febbraio 1997 negli Stati Uniti dalla Virgin Records e dalla EMI.
È stato premiato con una notevole quantità di dischi di platino ottenuti grazie alle ottime vendite sia dell'album stesso che dei singoli estratti, che hanno contribuito notevolmente alla fama di Spice. Quest'album detiene il record di Album di debutto di una girlband più venduto della storia ed è considerato uno dei maggiori esempi di musica pop degli anni novanta, con un totale di oltre 23 milioni di copie vendute.

## Contesto
L'album è stato pubblicato nel novembre del 1996 in Europa per l'etichetta Virgin e divenne un successo globale. Il successo è stato paragonato alla Beatlemania e fu chiamato Spicemania, a causa dell'elevatissimo numero di persone interessate alla carriera e alla discografia delle cinque ragazze. In appena sette settimane il disco ha venduto un milione e ottocentomila copie solamente in Gran Bretagna ed è rimasto alla prima posizione della classifica degli album britannica per quindici settimane, anche se non consecutivamente e raggiungendo posizioni altrettanto lusinghiere nei paesi europei.

## Singoli estratti
Il successo dell'album è correlato a quello dei singoli estratti tra il 1996 e il 1997, dei quali furono venduti in totale diciotto milioni di copie.
Il primo estratto fu appunto Wannabe, singolo pluripremiato e ancora oggi il più conosciuto e venduto del gruppo, che è arrivato alla prima posizione in numerosi paesi.
Come secondo singolo è stato scelto un altro brano ritmato, Say You'll Be There, mentre come terzo la ballata 2 Become 1, che ottenne lo stesso un buon riscontro di pubblico arrivando, come i precedenti, alla prima posizione della classifica dei singoli in Regno Unito. Quarti singoli sono stati invece Mama e Who Do You Think You Are, in alcuni paesi usciti come unico doppio singolo e in altri come due singoli differenziati. Non fu invece pubblicato negli Stati Uniti poiché il gruppo decise di far coincidere le pubblicazioni di tutto il mondo e pubblicare direttamente anche oltre oceano le nuove produzioni del secondo singolo. Anche questo terzo singolo arrivò comunque alla prima posizione della classifica britannica dei singoli.

## Tracce
1. Wannabe – 2:52 (Spice Girls, Richard Stannard, Matt Rowe)
2. Say You'll Be There – 3:56 (Spice Girls, Eliot Kennedy)
3. 2 Become 1 – 4:00 (Spice Girls, Richard Stannard, Matt Rowe)
4. Love Thing – 3:37 (Spice Girls, Eliot Kennedy, Bayliss)
5. Last Time Lover – 4:11 (Spice Girls, Andy Watkins, Kim Wilson)
6. Mama – 5:03 (Spice Girls, Richard Stannard, Matt Rowe)
7. Who Do You Think You Are? – 3:59 (Spice Girls, Andy Watkins, Kim Wilson)
8. Something Kinda Funny – 4:02 (Spice Girls, Andy Watkins, Kim Wilson)
9. Naked – 4:25 (Spice Girls, Andy Watkins, Kim Wilson)
10. If U Can't Dance – 3:50 (Spice Girls, Andy Watkins, Kim Wilson)
11. Seremos uno los dos – 4:00 (Spice Girls, Richard Stannard, Matt Rowe) – versione in lingua spagnola di 2 Become 1, uscita solo in alcuni paesi

## Formazione
Gruppo
- Victoria Adams
- Mel B.
- Emma Bunton
- Mel C.
- Geri Halliwell

Strumenti
- Absoulute – strumenti vari
- Jackie Drew – violino
- Eric Gooden – background vocals
- Judd Lander – armonica
- Greg Lester – chitarra
- Matt Rowe – tastiera

Produzione
- Produttori – Absolute, Andy Bradfield, Matt Rowe, Richard Stannard
- Engineers – Adrian Bushby, Al Stone, Jeremy Wheatley
- Assistenti engineers – Adam Brown, Patrick McGovern
- Mixaggio – Absolute, Andy Bradfield, Mark "Spike" Stent, Al Stone, Dave Way
- Programmazione – Pete Davis, Matt Rowe, Richard Stannard, Statik, Paul Waller, Dave Way
- Arrangiamenti – Craig Armstrong, Mark Beswick
- Orchestra – Isobel Griffiths

## Classifiche

### Classifiche settimanali
| Classifica (1996/97) | Posizione massima |
| -------------------- | ----------------- |
| Australia            | 3                 |
| Austria              | 1                 |
| Belgio (Fiandre)     | 1                 |
| Belgio (Vallonia)    | 1                 |
| Canada               | 1                 |
| Danimarca            | 2                 |
| Europa               | 1                 |
| Finlandia            | 4                 |
| Francia              | 2                 |
| Germania             | 6                 |
| Giappone             | 7                 |
| Irlanda              | 1                 |
| Italia               | 2                 |
| Norvegia             | 1                 |
| Nuova Zelanda        | 1                 |
| Paesi Bassi          | 1                 |
| Portogallo           | 1                 |
| Regno Unito          | 1                 |
| Spagna               | 1                 |
| Stati Uniti          | 1                 |
| Svezia               | 1                 |
| Svizzera             | 5                 |

### Classifiche di fine anno
| Classifica (1996) | Posizione |
| ----------------- | --------- |
| Regno Unito       | 3         |
| Spagna            | 5         |
| Classifica (1997) | Posizione |
| Australia         | 4         |
| Austria           | 8         |
| Belgio (Fiandre)  | 3         |
| Belgio (Vallonia) | 10        |
| Francia           | 5         |
| Germania          | 15        |
| Italia            | 7         |
| Nuova Zelanda     | 2         |
| Paesi Bassi       | 2         |
| Regno Unito       | 3         |
| Spagna            | 2         |
| Stati Uniti       | 1         |
| Svezia            | 8         |
| Svizzera          | 4         |

### Classifiche di fine decennio
| Classifica (1990-99) | Posizione |
| -------------------- | --------- |
| Regno Unito          | 3         |
| Stati Uniti          | 19        |